# Глаголические памятники
Глаголические памятники — древнейшие славянские тексты, написанные глаголицей. Кроме подписи Григория на греческой грамоте 982 года, хранящейся в Иверском монастыре на Афоне, все глаголические старославянские тексты не датированы. Абсолютное большинство найденных глаголических манускриптов происходит из Македонии и Болгарии.

## Список
| Название                                                         | Период                   | Хранение                                         | Описание |
| ---------------------------------------------------------------- | ------------------------ | ------------------------------------------------ | --- |
| Подпись Григория на греческой грамоте                            | 982 год                  | Иверский монастырь (Афон)                        | |
| Киевские глаголические листки                                    | конец IX — начало X в.   | Институт рукописи НБУВ                           | Небольшой (7 пергаментных листов) остаток текстов месс западно-христианского обряда, переведенных с латинского языка на старославянский. В памятнике встречаются некоторые чешско-словацкие фонетические элементы.                         |
| Зографское Евангелие (Codex Zographensis)                        | конец X — начало XI века | РНБ                                              | неполный манускрипт Четвероевангелия |
| Мариинское Евангелие (Codex Marianus)                            | XI век                   | РГБ                                              | неполный манускрипт Четвероевангелия |
| Ассеманиево Евангелие (Ватиканское евангелие, Codex Assemanius)  | конец X — начало XI века | Ватиканская библиотека                           | По сравнению с другими имеет больше отклонений от кирилло-мефодиевского текста. 158 листов. Является самой первой попавшей в поле зрения исследователей рукописью, написанной глаголицей древнего типа.                                    |
| Сборник Клоца (Glagolita Clozianus)                              | XI век                   | Музей Триенте в Италии                           | небольшой фрагмент (14 листов) с некогда, вероятно, большой книги житий святых и проповедей |
| Синайская Псалтырь (Psalterium Sinaiticum)                       | XI век                   | Монастырь св. Екатерины                          | является древнейшим славянским списком Псалтыри |
| Синайский евхологий (Синайский требник) (Euchologium Sinaiticum) | XI век                   | Монастырь св. Екатерины                          | |
| Синайский служебник                                              |                          | разрознен                                        | 3 листа |
| Синайский Миссал                                                 | XI век                   | Монастырь св. Екатерины                          | Греческий исследователь И. Тарнанидис в монастыре св. Екатерины на п-ве Синай открыл миссал (сборник служб западно-христианского обряда). Видимо, памятник написан там же, где и Синайский Требник: оба текста имеют общие языковые черты. |
| Охридские глаголические листки (Охридское евангелие)             | XI век                   | Одесская национальная научная библиотека         | 2 листка |
| Рыльские глаголические листки                                    | XI век                   | разрознены, часть в РАН                          | 8 неполных листков и ещё 3 клочка пергамена, оставшиеся от несохранившейся глаголической старославянской книги литургического назначения                                                                                                   |
| Пражские глаголические отрывки                                   | XI век                   | в библиотеке Пражской архиепархии.               | 2 листа |
| Боянское Евангелие (Боянский палимпсест)                         | конец XI века            | РГБ                                              | В XII—XIII пергамент был счищен, и поверх было написано кириллицей также евангелие-апракос. Уничтоженный текст был прочитан исследователями.                                                                                               |
| Башчанская плита                                                 | рубеж XI и XII веков.    | в Хорватской Академии науки и культуры в Загребе | каменная плита |
| Минеи                                                            | XI-XII вв.               | Монастырь св. Екатерины                          | отрывок (2 листа) из Минеи |
| Псалтырь Дмитрия                                                 | XII—XIII вв.             | Монастырь св. Екатерины                          | |